# Rudolf Strasser
Rudolf Strasser (* 9. Februar 1923 in Steyr; † 28. Oktober 2010) war ein österreichischer Rechtswissenschaftler und Universitätsprofessor. Seine Arbeitsschwerpunkte waren Privatrecht, Arbeitsrecht und Sozialrecht. Er war Rektor der Johannes Kepler Universität Linz.

## Leben
Nach dem Gymnasium in Steyr (1934–1941) wurde Rudolf Strasser zum Kriegsdienst eingezogen. Er diente in der Kriegsmarine und war zuletzt Wachoffizier auf Torpedobooten. 1945 geriet er in kurze britische Kriegsgefangenschaft. Von 1945 bis 1948 studierte er Rechtswissenschaften an der Universität Graz. 1948 promovierte er zum Doktor. 1957 habilitierte er sich an der Universität Wien im Fach Arbeitsrecht. 1964 wurde die Lehrbefugnis auf das Fach Privatrecht ausgedehnt.
Von 1949 bis 1967 war er Beamter der Kammer für Arbeiter und Angestellte in Linz. Er war zuletzt stellvertretender Kammeramtsdirektor. Nebenberuflich unterrichtete er von 1958 bis 1965 an der Universität Wien Privatrecht, Arbeits- und Sozialrecht. Ab 1964 war er außerordentlicher Universitätsprofessor an der Universität Wien.
Mit 1. Juli 1965 wurde er als einer der ersten vier Professoren nach Linz an die neu gegründete Hochschule für Sozial- und Wirtschaftswissenschaften (heute: Johannes Kepler Universität Linz) berufen. Er wurde zum ersten Prorektor und für die Jahre 1968–1970 zum dritten Rektor gewählt. Einen Ruf zum ordentlichen Universitätsprofessor an die Universität Wien 1969 lehnte er ab. Zuletzt war er Vorstand des Institutes für Arbeits- und Sozialrecht. Er wurde am 30. September 1993 emeritiert.
Rudolf Strasser war verheiratet und hatte drei Kinder.

## Ehrungen
- 1944: Eisernes Kreuz II. Klasse
- 1967: Ehrenring der Stadt Linz
- 1988: Ehrendoktor der Universität Salzburg
- 1991: Johannes-Kepler-Preis Großer Kulturpreis des Landes Oberösterreich
- 2008: Ehrendoktor der Universität Wien